# Tapage nocturne (film, 1979)
Pour les articles homonymes, voir Tapage nocturne.
Pour plus de détails, voir Fiche technique et Distribution.
Tapage nocturne  est un film français réalisé par Catherine Breillat, sorti en 1979.

## Synopsis
Mariée et mère d'une petite fille, Solange est metteur en scène. Elle recherche constamment l'amour fou et va d'aventure en aventure au rythme de deux ou trois rendez-vous par soirée. Or, elle fait bientôt la connaissance de Bruno, metteur en scène comme elle, et en tombe amoureuse jusqu'à la passion.

## Fiche technique
- Titre : Tapage nocturne
- Réalisation : Catherine Breillat
- Scénario : Catherine Breillat
- Musique : Serge Gainsbourg
- Photographie : Jacques Boumendil
- Montage : Annie Charrier
- Décor : Dominique Antony
- Costume : Sylvie Gautrelet
- Son : Alain Curvelier
- Sociétés de production : Axe Films, French Productions
- Société de sitribution :
  - V.O. Films S.A. (Espagne)
  - Inter France Distribution (France)
- Pays de production :  France
- Format : Couleurs - Mono -  35 mm
- Genre : Drame
- Durée : 97 minutes
- Date de sortie : France : 1979

## Distribution
- Dominique Laffin : Solange
- Marie-Hélène Breillat : Emmanuelle
- Bertrand Bonvoisin : Bruno
- Joe Dallesandro : Jim
- Dominique Basquin : Dorothée
- Daniel Langlet : Bruel
- Bruno Devoldère : le mari
- Maud Rayer : Léna
- Norma Giulicchi : Catherine
- Bruno Grimaldi : Frédéric
- Georges Mansart : Gérard
- Gérard Lanvin : Le type
- Annie Charrier : Annie